# Currie Cup 1979
La Currie Cup de 1979 fue la cuadragésimo primera edición del principal torneo de rugby provincial de Sudáfrica.
El torneo fue compartido entre Northern Transvaal y Western Transvaal al terminar empatados en el partido final,

## Participantes

### Fase Final
| Equipo             | Título                   |
| ------------------ | ------------------------ |
| Northern Transvaal | Ganador División A       |
| Western Province   | Segundo Lugar División A |
| Griqualand West    | Ganador División B       |
| Eastern Province   | Segundo Lugar División B |

### Semifinal
| 1979 | Griqualand West | 15 - 20 | Western Province |  |  |

| 1979 | Eastern Province | 6 - 16 | Northern Transvaal |  |  |

### Final
| 1979 | Northern Transvaal | 15 - 15 | Western Province | Ciudad del Cabo, |  |

### Campeón
| Bandera de Sudáfrica       |
| Campeón Northern Transvaal |
| Décimo primer título       |

| Bandera de Sudáfrica     |
| Campeón Western Province |
| Vigésimo segundo título  |